# Rivière des Souris
Pour les articles homonymes, voir Souris (homonymie).
La rivière des Souris est un cours d'eau descendant dans la municipalité de Saint-Mathieu-du-Parc, dans la municipalité régionale de comté de Maskinongé, dans la région administrative de la Mauricie, au Québec, au Canada.

## Géographie
Situé au sud du Parc national de la Mauricie, au nord-est de la municipalité de Saint-Boniface et au nord de Saint-Élie-de-Caxton, le lac des Souris constitue le plan d'eau principal à la tête de la rivière des Souris. Ce lac s'apprvisionne du :
- côté ouest : la décharge du lac des Quenouilles, lac du Canard et lac Dargy,
- côté ouest : la décharge du lac Roméo,
- côté nord-ouest : la décharge des lacs Gauche, Droit et de la Vase,
- côté sud-est : la décharge du lac de Carufel,
- côté sud : la décharge du lac du Dimanche.

Du côté nord, ce lac comporte une longue baie de plus de 3 km (dans le sens est-ouest) ; l'embouchure du lac, située au fond de cette baie (côté est) se déverse dans la rivière des Souris qui coule sur environ 12 km jusqu'à sa confluence.
La rivière des Souris coule à priori vers le nord-est pour aller traverser un petit lac sans nom d'environ 140 m de long. Le courant descend ensuite sur environ 720 m vers le sud-est pour aller se déverser dans le lac Bellemare (altitude de 159 m) qu'il traverse sur un kilomètre. Ce lac est divisé en deux parties à cause de deux longues presqu'îles séparées par un petit détroit. L'embouchure du lac Bellemare est situé du côté nord-est au fond d'une petite baie. De là, la rivière des Souris se dirige vers l'est sur 1,0 km. Puis vers le nord jusqu'à la décharge des lacs Bellefeuille et Généreux. Puis la rivière poursuit son cours vers le nord avant de bifurquer vers le nord-est jusqu'à la décharge des lac Adem et "des Érables". De là, la rivière poursuit vers le nord-ouest jusqu'à sa confluence avec la rivière Shawinigan.
Le parcours de la rivière est surtout en territoire forestier, parfois agricole.

## Toponymie
Les toponymes lac des Souris et rivière des Souris sont interreliés. Le toponyme rivière des Souris a été officialisé le 5 décembre 1968 à la Banque des noms de lieux de la Commission de toponymie du Québec.